# Campodorus elegans
Espèce
Synonymes
- Mesoleius elegans Parfitt 1882
- Campodorus pineti (Thomson, 1894) (1893)[2]

Campodorus elegans est une espèce d'insectes hyménoptères de la famille des Ichneumonidae, de la sous-famille des Ctenopelmatinae et de la tribu des Mesoleiini. 
Elle est trouvée en Angleterre.
L'espèce a été transférée depuis le genre Mesoleius par Shaw et Kasparyan en 2003.